# 김진경 (방송인)
김진경(金珍鏡, 1969년 11월 6일 ~ )은 대한민국 프리 랜서 방송MC 출신의 미술가이다. 경기도 인천 출생인 그의 현재 주요 거주지는 경기도 고양이다. 호(號)는 남촌(南村).

## 주요 이력

### 주요 경력
- 충청북도 청주MBC 아나운서(1996년 4월).
- 충청북도 청주MBC 아나운서 퇴임(1998년 10월 31일).
- 1999년 11월 26일 미술평론가 첫 입문.
- 2000년 8월 21일 서양화가 첫 입문.
- 2000년 12월 16일 조각가 첫 입문.
- 서울 서대문문화회관 차석미술조감독위원(2001년 5월 26일 ~ 2002년 5월 26일)
- 서울 마포아트센터 차석미술부감독위원(2002년 5월 26일 ~ 2005년 12월 26일)

## 학력
- 인천부평국민학교 졸업
- 제주중앙중학교 졸업
- 청주고등학교 졸업
- 서원대학교 미술교육학과 학사

## 주요 작품

### 미술 평론
- 《세기 라이벌 고유섭과 전형필을 능가한 고지 독주 아이콘 최순우》(2006년 5월 31일 - 다락원)

## 출연작

### TV 프로그램
- 《청주 MBC 스포츠》(청주MBC, 1996년) - 스포츠 캐스터
- 《부모 공감 시대》(EBS, 2013년)